# Шрамки (Решетиловский район)
Шрамки (укр. Шрамки) — село,
Мякеньковский сельский совет,
Решетиловский район,
Полтавская область,
Украина.
Код КОАТУУ — 5324282603. Население по переписи 2001 года составляло 99 человек.

## Географическое положение
Село Шрамки находится на расстоянии в 1,5 км от правого берега реки Говтва,
в 1-м км от села Мякеньковка.
По селу протекает пересыхающий ручей с запрудой.